# Edimilson de Almeida Pereira
Edimilson de Almeida Pereira (Juiz de Fora, 18 de julho de 1963) é um poeta brasileiro.
Graduou-se em Letras pela Universidade Federal de Juiz de Fora (UFJF), onde fez também o mestrado em Literatura Portuguesa e em Ciência da Religião. Em seguida, fez doutorado em Comunicação e Cultura pela Universidade Federal do Rio de Janeiro e pós-doutorado em Literatura Comparada pela Universidade de Zurique. É professor titular da UFJF. Recebeu em 1988 o primeiro prêmio do Concurso Nacional de Literatura Editora UFMG, na categoria Poesia. Venceu também o Concurso Nacional de Poesia Helena Kolody, da Secretaria de Cultura do Paraná, em 1998, e o Concurso Nacional de Literatura da Academia Mineira de Letras, em 2004. Além de poesia, escreveu livros infantis e diversos estudos sobre a cultura popular brasileira.

## Obra poética
- Dormundo. Juiz de Fora/MG: D’Lira, 1985.
- Livro de falas. Juiz de Fora-MG: Edição do Autor, 1987.
- Árvore dos Arturos & outros poemas. Juiz de Fora: Editora D’Lira, 1988.
- Corpo imprevisto & outros poemas. Juiz de Fora: D’Lira, 1989.
- Ô Lapassi & outros ritmos de ouvido. Belo Horizonte: Editora UFMG, 1990.
- Corpo vivido: reunião poética. Belo Horizonte: Mazza; Juiz de Fora: D’Lira, 1991.
- O homem da orelha furada. Juiz de Fora-MG: D’Lira, 1995.
- Rebojo. Juiz de Fora: D’Lira, 1995.
- Águas de Contendas. Curitiba: Secretaria de Estado da Cultura, 1998.
- A roda do mundo. Coautoria de Ricardo Aleixo. Belo Horizonte: Mazza, 1996.
- Zeosório blues: obra poética I. Belo Horizonte: Mazza, 2002.
- Lugares ares: obra poética 2. Belo Horizonte: Mazza, 2003.
- Casa da palavra: obra poética 3. Belo Horizonte: Mazza, 2003.
- As coisas arcas: obra poética 4. Belo Horizonte: Mazza, 2003.
- Signo Cimarrón. Belo Horizonte: Mazza, 2005.
- Homeless. Belo Horizonte: Mazza, 2010.
- qvasi: segundo caderno Editora 34, 2017